# 栢木寛照
栢木 寛照（かやき かんしょう、1946年3月13日 - ）は、天台宗の僧侶。第104代善光寺大勧進貫主。

## 略歴
滋賀県甲賀郡水口町（現甲賀市水口町）生まれ。水口中学校をへて高校卒業後、大学に入学するが中途退学。サラリーマンになる。
1968年、叡南覚照（千日回峰行大行満大阿闍梨）の弟子として、比叡山無動寺（大津市）で出家、叡山学院で学ぶ。
天台宗金乗院住職、比叡山麓三宝莚住職、天台宗慈照院住職。天台宗宗議会議員、社団法人三宝莚国際交流協会理事長、北マリアナ連邦名誉市民・名誉大使。
天台宗のお坊さんとして人材育成を心がけており、太平洋戦争の激戦地・サイパン島で戦争犠牲者に思いをはせ、世界に目を向けてほしいという考えから、戦没者の慰霊と文化交流を目的とした子供を派遣する活動を40年以上私費で続けている。
1977年、カルロス・S・カマチョが北マリアナ諸島知事に立候補した時、本人から依頼され、学生援護会の井上陽子、井上美悠紀に話を持っていったところ、話がまとまった。カマチョとの強力なコネクションを持った栢木は、それを基盤にサイパンと関係を深めた。
1996年第41回衆議院議員総選挙で滋賀県第3区から自由民主党公認で立候補したが、落選した。1999年1月1日、長女が誕生。
2000年、大津プリンスホテルで、高山登久太郎、宮崎学とのトークショーを企画するも、直前で滋賀県警に阻止された。
2009年、天台特別功労賞受賞。
2015年、長野善光寺大勧進の副住職に就任する。自身のラジオ番組「栢木寛照 熱血説法 こころのラジオ」を持っている。
2020年、副住職を務める善光寺大勧進で、僧侶17人による2019新型コロナウイルス（SARS-CoV-2）沈静法要の導師を務める。
2022年4月18日、病気療養中であった大勧進貫主の瀧口宥誠が遷化したことを受けて、特命住職として貫主業務を代行してきたが、同年6月17日付で後任の大勧進貫主に就任した。貫主就任記者会見では、「釈迦は恨みに対して恨みを持ち出しても解決しないと説いた」と説明し、さらに「最澄は、徳をもってすれば恨みがやむ―と言った。平和は話し合いでしか成立しない。武器を持って真の平和は生まれない」と持論を述べた。
2023年5月には、浅間山の天明大噴火240年企画展示が開かれた群馬県立文書館を訪れ、大勧進80世住職・等順による民衆救済の記録を視察、「（等順は）善光寺中興の祖。現場に駆けつけて物心両面で社会貢献した姿勢を手本にしたい」と述べた。
2023年11月8日、現役の善光寺貫主として等順以来240年ぶりに鎌原観音堂で法要、「等順が民衆救済した精神を受け止め、これから善光寺と鎌原観音堂の御縁を深めていきたい。」と語った。
2024年3月25日、「等順がやってきたことを正しく次代に継承し、地震で亡くなった方々に供養するのは善光寺の使命」と、天明の浅間山大噴火、九州の島原で雲仙普賢岳噴火犠牲者の供養を行い、北陸地方を含む全国で善光寺信仰を布教した等順の命日に能登半島地震の犠牲者の供養と復興祈願、募金活動を実施。
2024年9月10日、長野県北部地震の被災地である長野県下水内郡栄村を訪問し、村長から被災状況と復興の歩みを伝える展示の説明を受け、被災者の供養や村の繁栄を願う法要を執り行った。

## 人物
- 5人兄弟。既婚、1女あり。滋賀県大津市在住。
- 好きなケーキはモンブラン。居合道四段。
- 灯籠流しを毎年している。
- 長女は声楽の栢木佐和子。 株式会社蓮葉代表取締役会長で野洲市長の栢木進は弟[17]。
- 日本の死刑制度を個人的に支持している。

## 法縁
大椙覺宝
第234世天台座主、千日回峰行大行満大阿闍梨、探題、大僧正、叡南覺忍大和尚の師匠、叡南覺誠大和尚の大師匠。
京都御所に土足参内して孝明天皇をお加持、大行満として初めて「十万枚護摩供法要を実施。
明治の廃仏毀釈に対して、大久保利通、山縣有朋、 大隈重信と折衝して延暦寺を守る。
叡南覺忍
千日回峰行大行満大阿闍梨（1903年（明治36年満行））大椙覺宝座主の弟子、叡南覺誠大和尚の師匠、祖賢大和尚の大師匠。
1912年（大正元年）『北嶺行門始祖相応和尚略伝』を編纂。
叡南覺誠
探題、大僧正、覚照師の大師匠。祖賢大和尚の師匠、滋賀院門跡門主。

### 大師匠
叡南祖賢
第二次世界大戦後初の千日回峰行大行満大阿闍梨（1946年（昭和21年満行））、
叡南覚照師の師匠で叡南覺誠師の弟子。弟子育成と叡山復興に尽力した「叡山の傑僧」

### 師匠
叡南覚照
赤山禅院住職。千日回峰行大行満大阿闍梨、大僧正。
「赤山の御前さま」と言われた。

### 兄弟弟子
叡南俊照
律院・赤山禅院住職。千日回峰行大行満大阿闍梨、大僧正。
叡南浩元 千日回峰行大行満大阿闍梨の師匠
高川慈照
比叡山最乗院住職、大僧正。「侍真」として十二年籠山行を満行。
上原行照
伊崎寺住職、千日回峰行大行満大阿闍梨

### 法縁
葉上照澄
千日回峰行大行満大阿闍梨、滋賀院門跡門主、大僧正。東京帝国大学卒業、大正大学教授。世界宗教サミットを発起。
勧修寺信忍
千日回峰行大行満大阿闍梨、大僧正。元伯爵。
叡南覚範
毘沙門堂門跡第61世門主、探題、大僧正。世界連邦日本仏教徒協議会会長。
小鴨覚禅
比叡山延暦寺副執行、大僧正。
村上光田
信州善光寺長臈、信濃比叡広拯院住職、大僧正。
藤光賢
曼殊院門跡門主、探題・大僧正。佐賀県神埼郡吉野ヶ里町・金乘院住職。
堀澤祖門
三千院門跡門主、探題・大僧正、叡山学院元院長。「侍真」として十二年籠山行を満行。
中野英賢
比叡山延暦寺観樹院住職、大僧正。「侍真」として十二年籠山行を満行。
小林栄茂
千日回峰行大行満大阿闍梨
光永澄道
千日回峰行大行満大阿闍梨

## 著書
- 『大人が育てば子も育つ 熱血和尚のにんげん説法』二期出版 1991　『親が育てば子も育つ』徳間文庫
- 『いつまでも愛 もっと魅力的に人生を生きるために 熱血和尚のにんげん説法2』二期出版 1992
- 『時代のこころ人のこころ 中江藤樹に学ぶ 熱血和尚のにんげん説法3』二期出版 1994

監修
- 『行者 劇画』中島たを作画構成 監修 三宝莚出版部 1980

## 出演番組
- ハイ!土曜日です（関西テレビ）
- 2時のワイドショー（読売テレビ）
- 三枝の愛ラブ!爆笑クリニック（関西テレビ）
- 奥さまリビング
- ナイトinナイト（朝日放送）
- 痛快エブリデイ（関西テレビ）
- ほっとタイム10時です！（関西テレビ）
- 宵待5（毎日放送）

ほか単発バラエティ番組多数　- 横山ノックが見守る中、心臓などに計器をつけてジェットコースターに乗りどれくらい心臓がどきどきするかをはかったりするなど、そういう類のことを多数していた